# Florette e Patapon (film 1927)
Florette e Patapon è un film del 1927 diretto da Amleto Palermi.